# متئوس پریرا (بازیکن فوتبال، زاده ۱۹۹۶)
متئوس فلیپه کاستا پریرا (به انگلیسی:Matheus Fellipe Costa Pereira, زاده ۵ مه ۱۹۹۶) یک بازیکن فوتبال اهل برزیل است که در پست هافبک‌هجومی و وینگر برای باشگاه فوتبال باشگاه فوتبال کروزیرو در سری آ برزیل بازی می‌کند.

## افتخارات

### الهلال
- سوپر جام عربستان:قهرمان (۱ بار): ۲۰۲۱[۳]
- لیگ قهرمانان آسیا:قهرمان (۱ بار): ۲۰۲۱[۴]